# صومعه آختالا
صومعه آختالا یک صومعه حواری ارمنی واقع در آختالا، ارمنستان می‌باشد. ساخت و ساز این ساختمان سده ۱۰ام میلادی. به پایان رسید. این بنا به سبک معماری ارمنی طراحی شده‌است.

## نگارخانه

صومعه آختالا
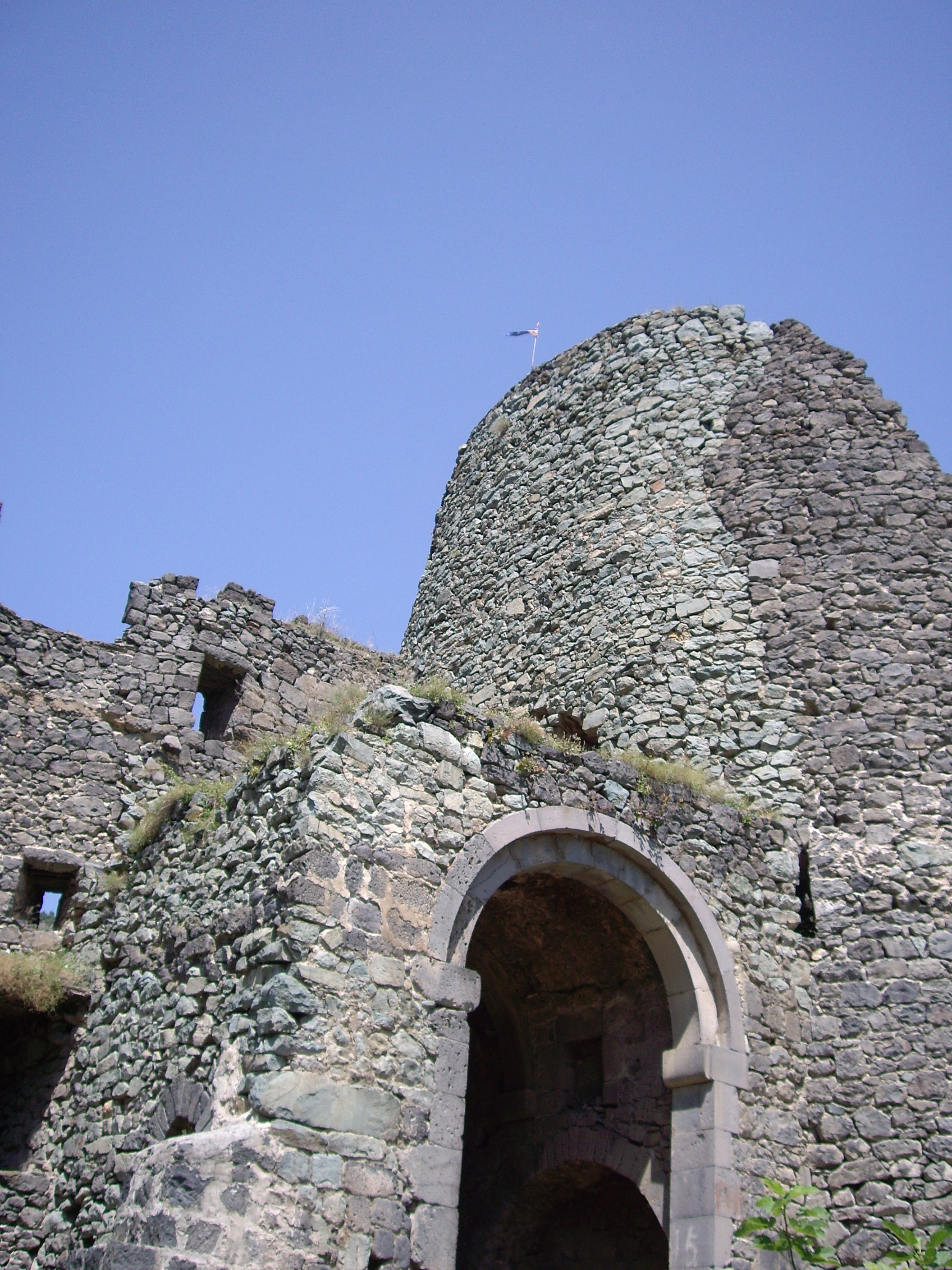
تنها وردی به compound
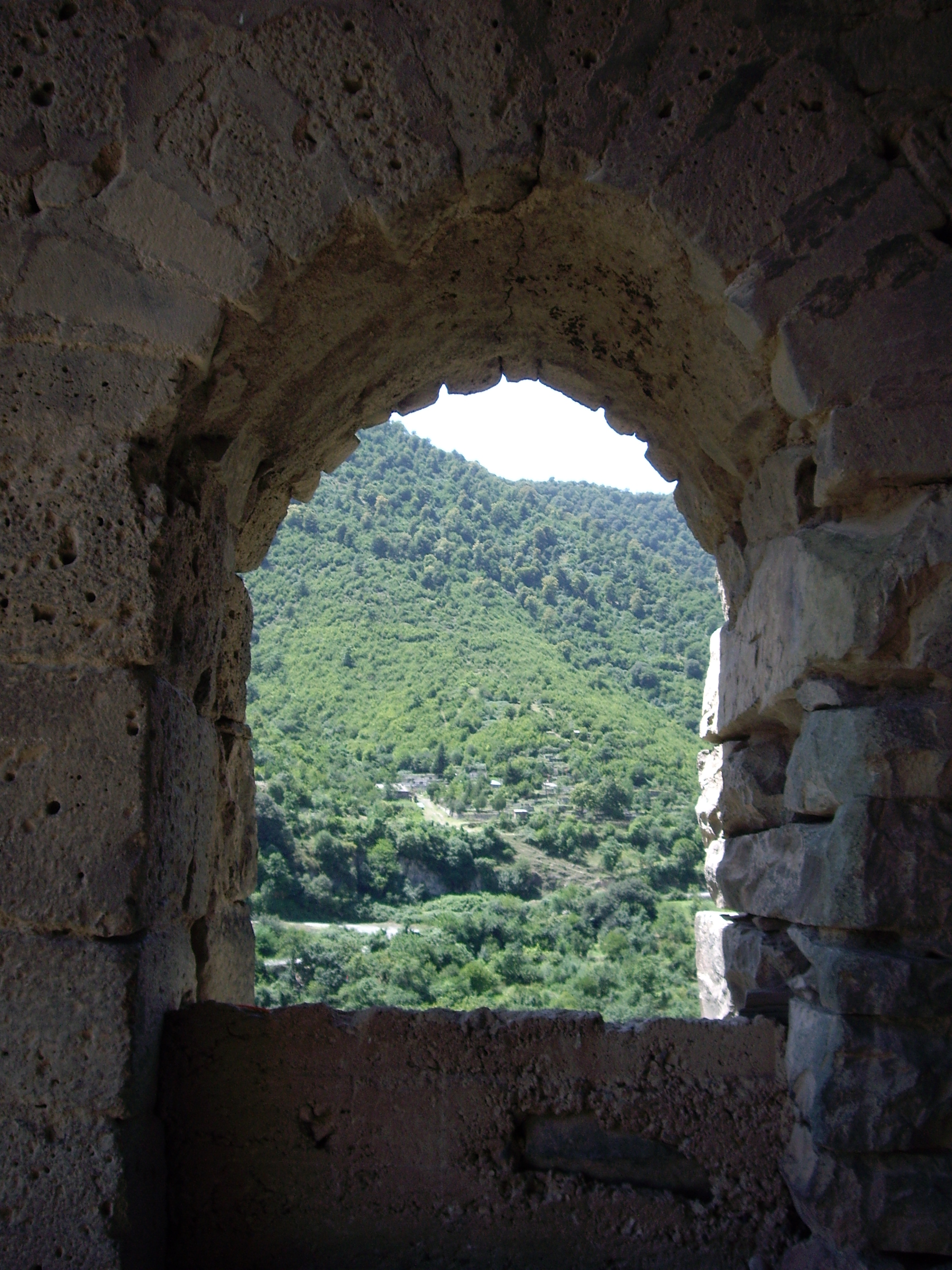
نمایی از تپه‌ها از یکی از پنجره‌های دژ
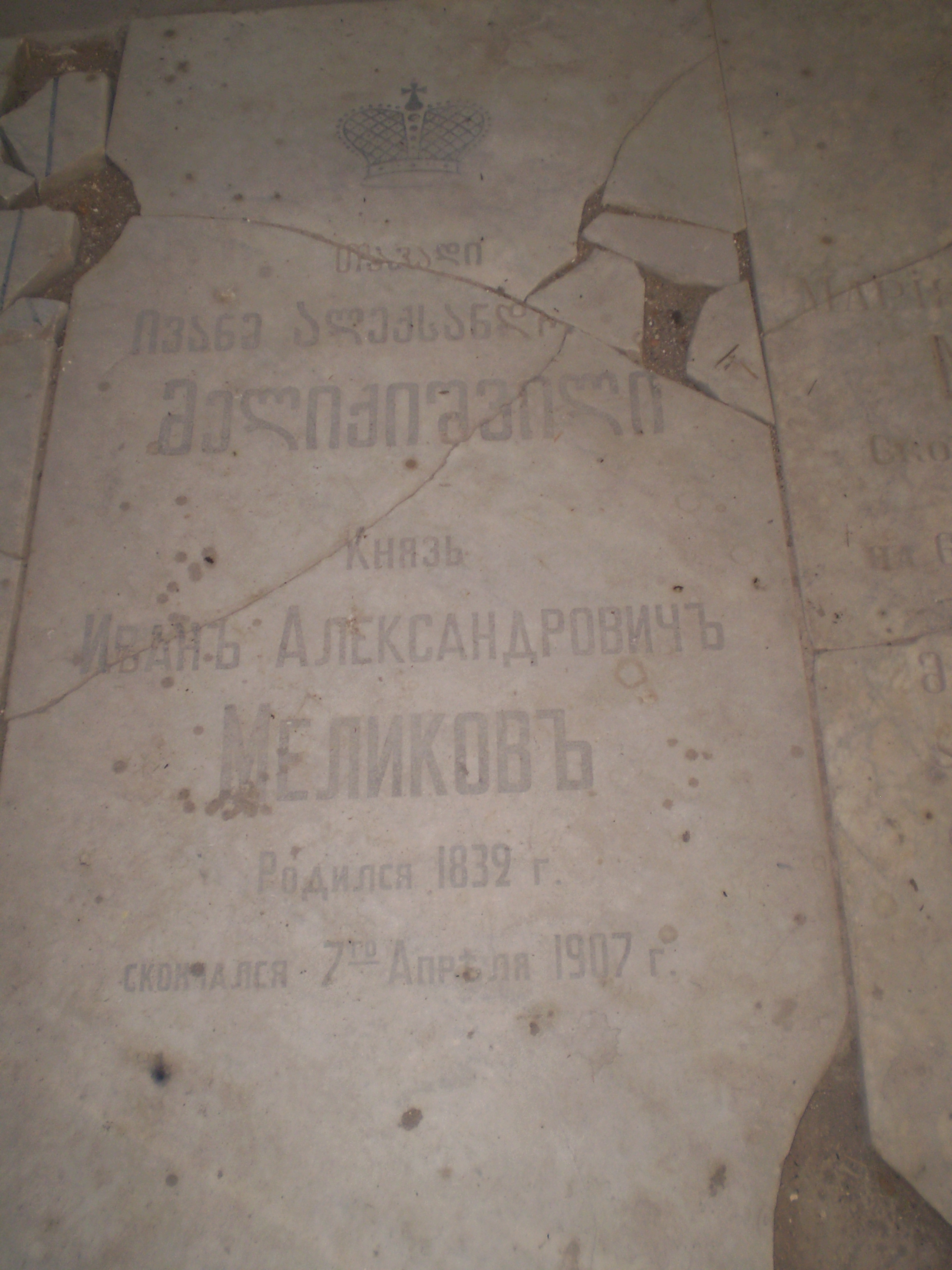
مقبره شاهزاده Ivan Aleksandrovich Melikov
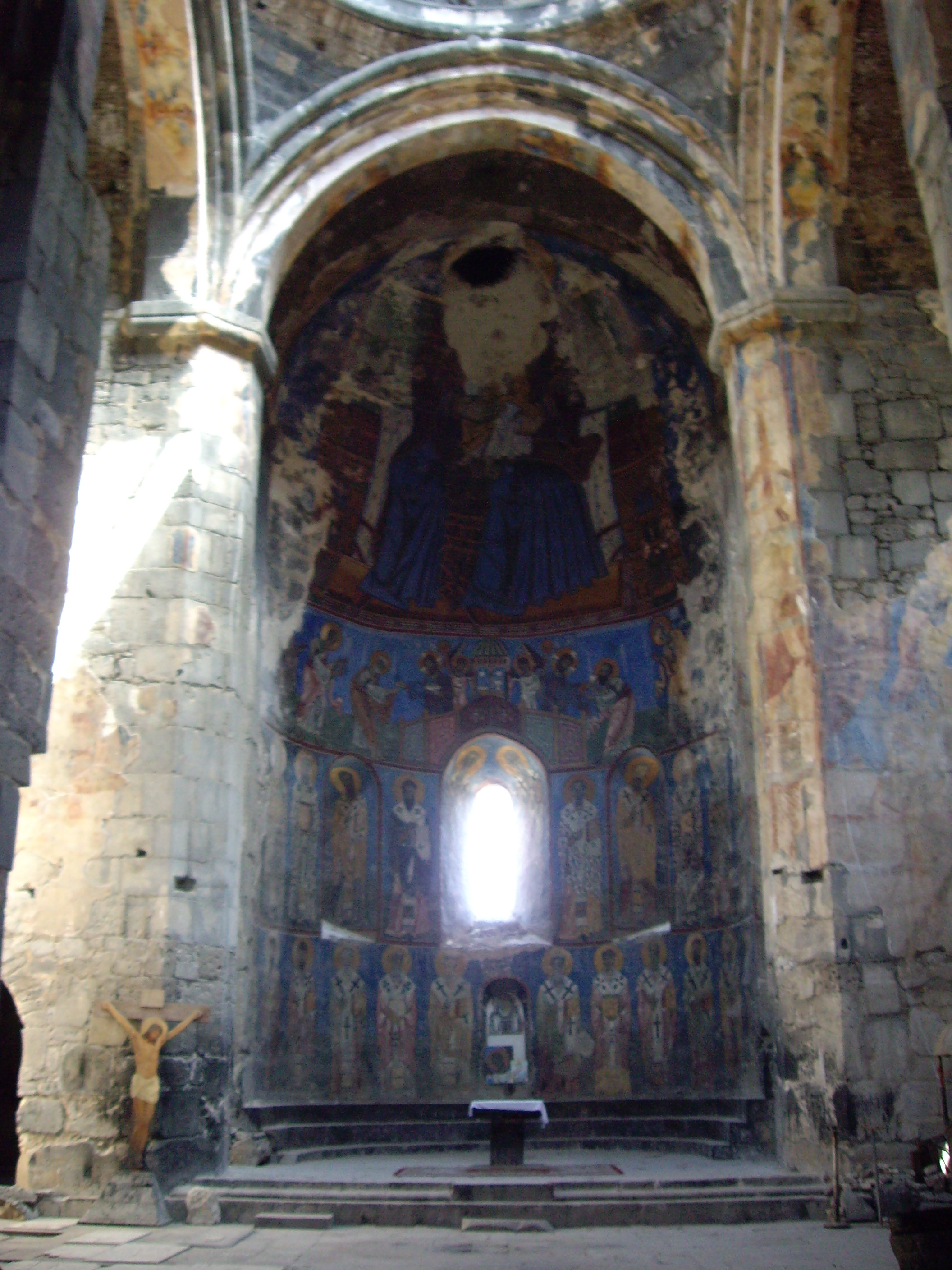
محراب اصلی کلیسا و نقاشی‌های دیواری آن
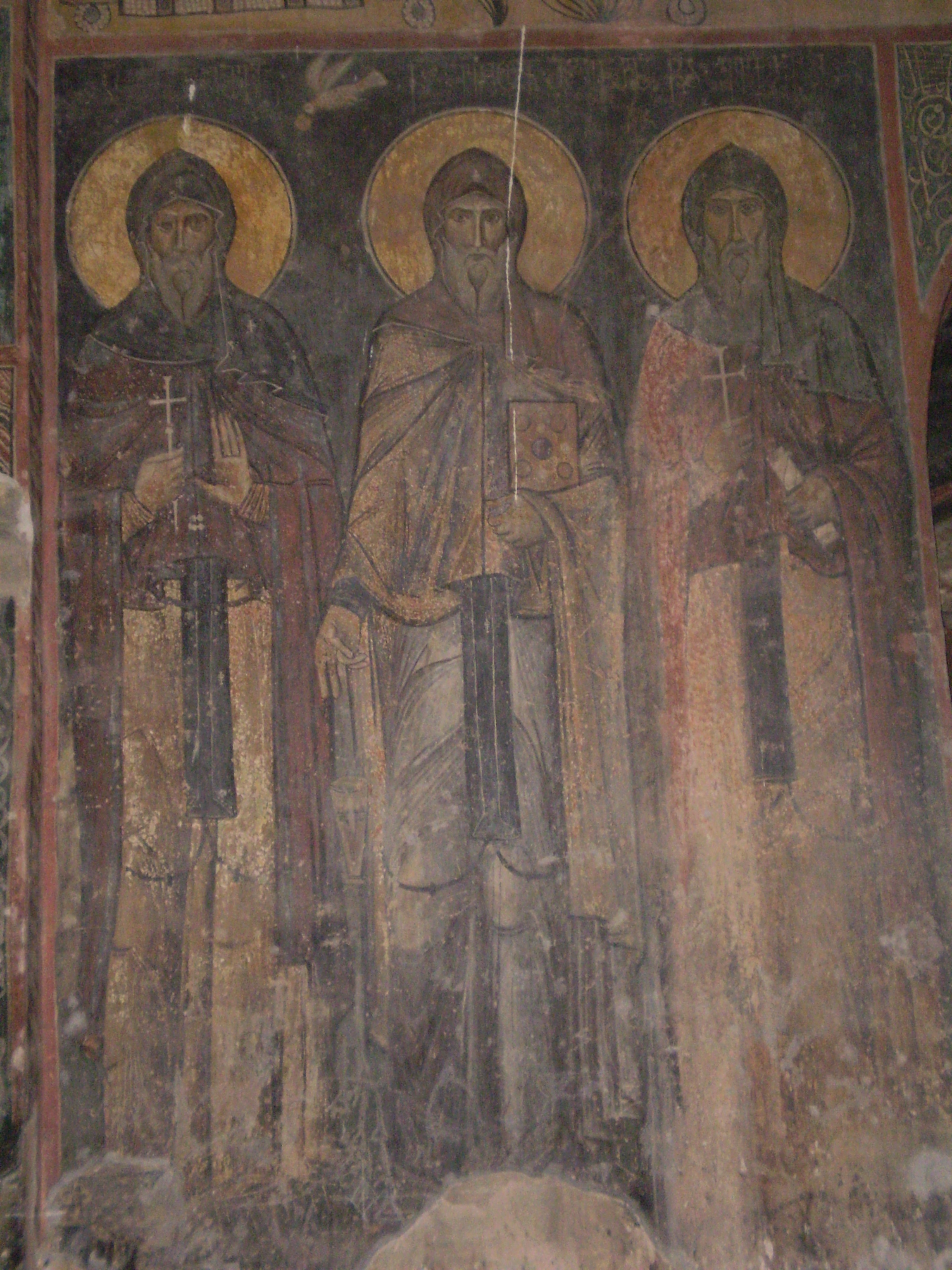
نقاشی‌های دیواری بر روی دیوار غربی (پایین چپ)
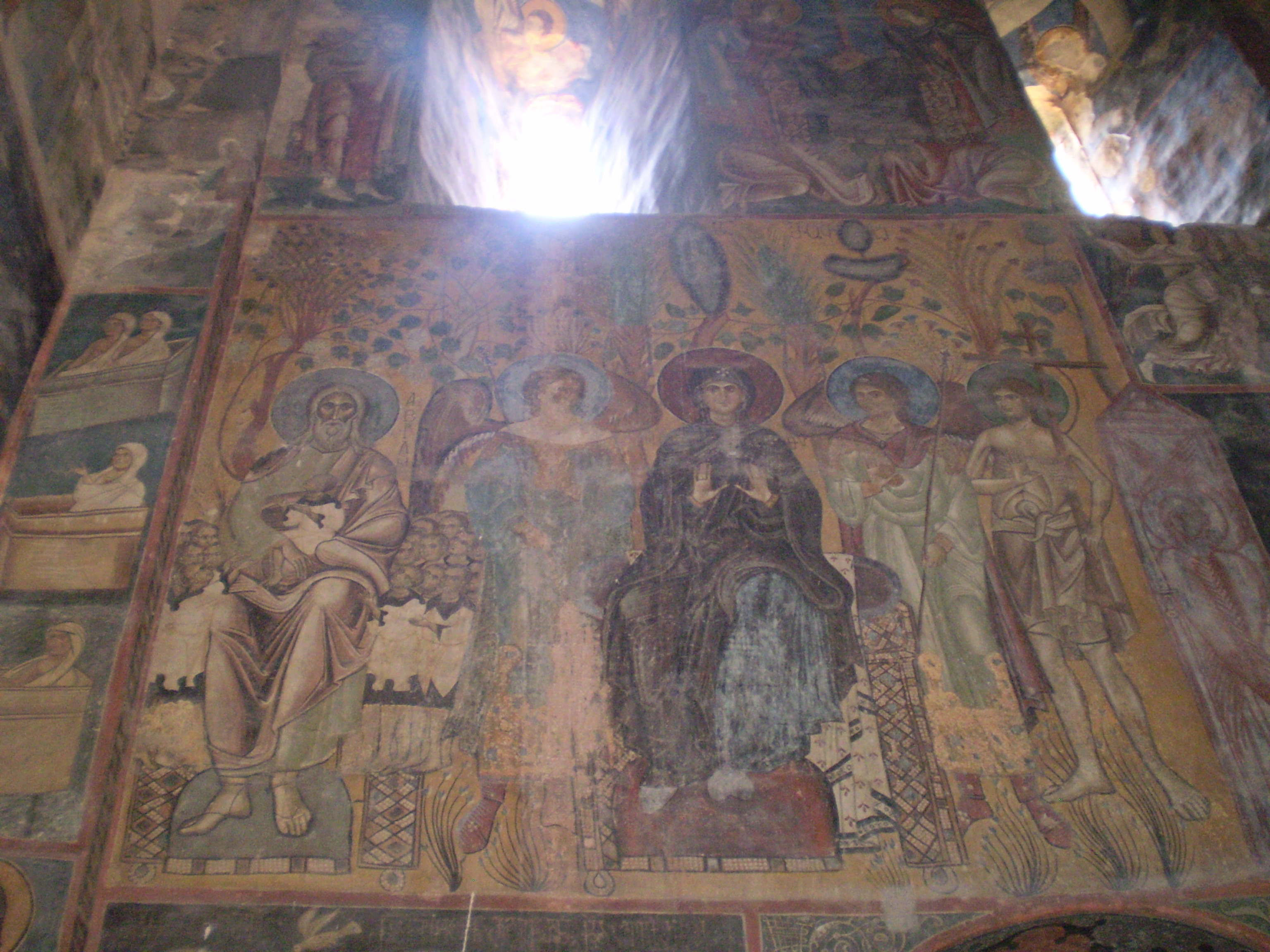
نقاشی‌های دیواری بر روی دیوار غربی (وسط)
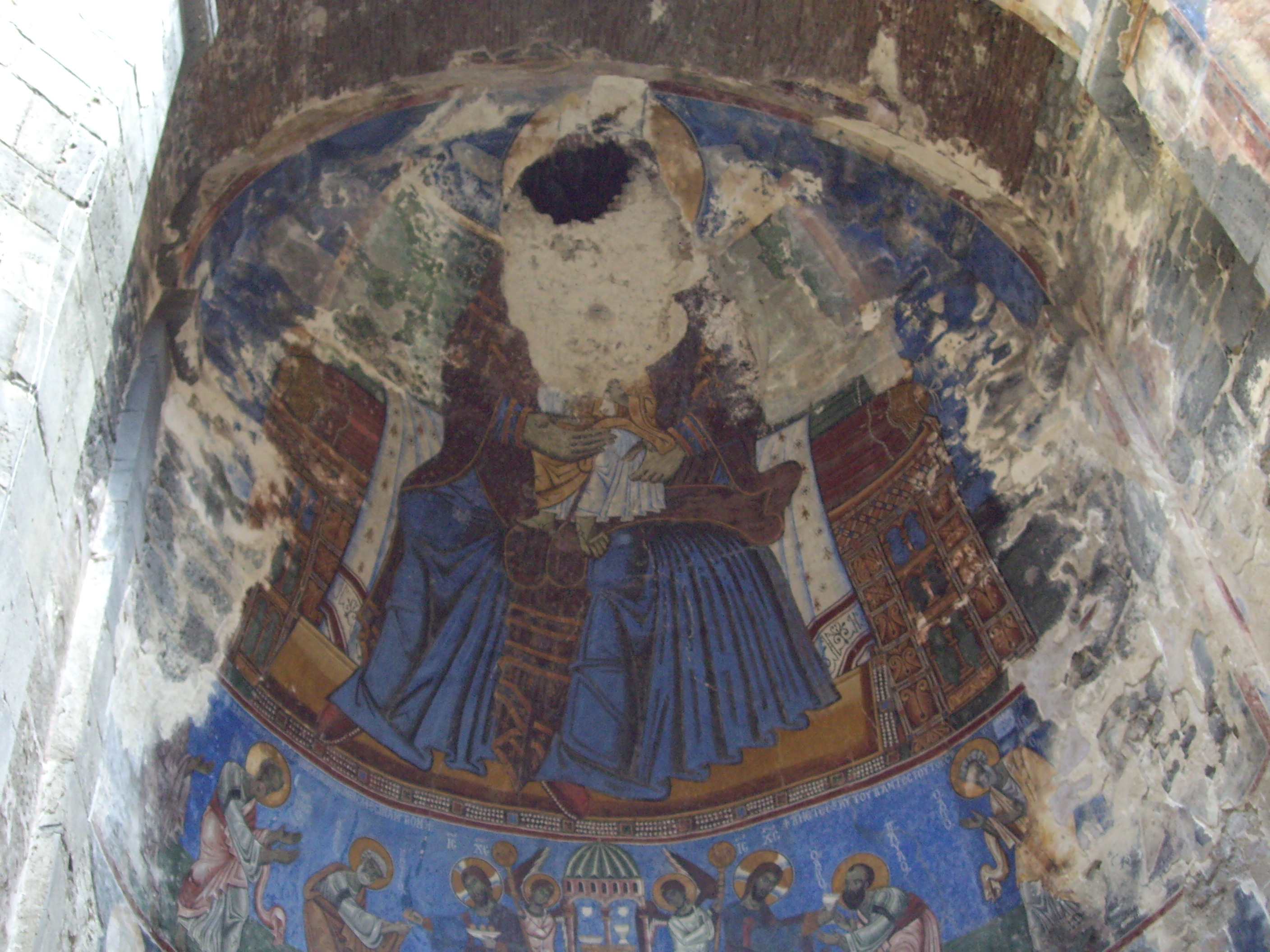
نقاشی آسیب دیده در عیسی مسیح در آغوش مریم مقدس
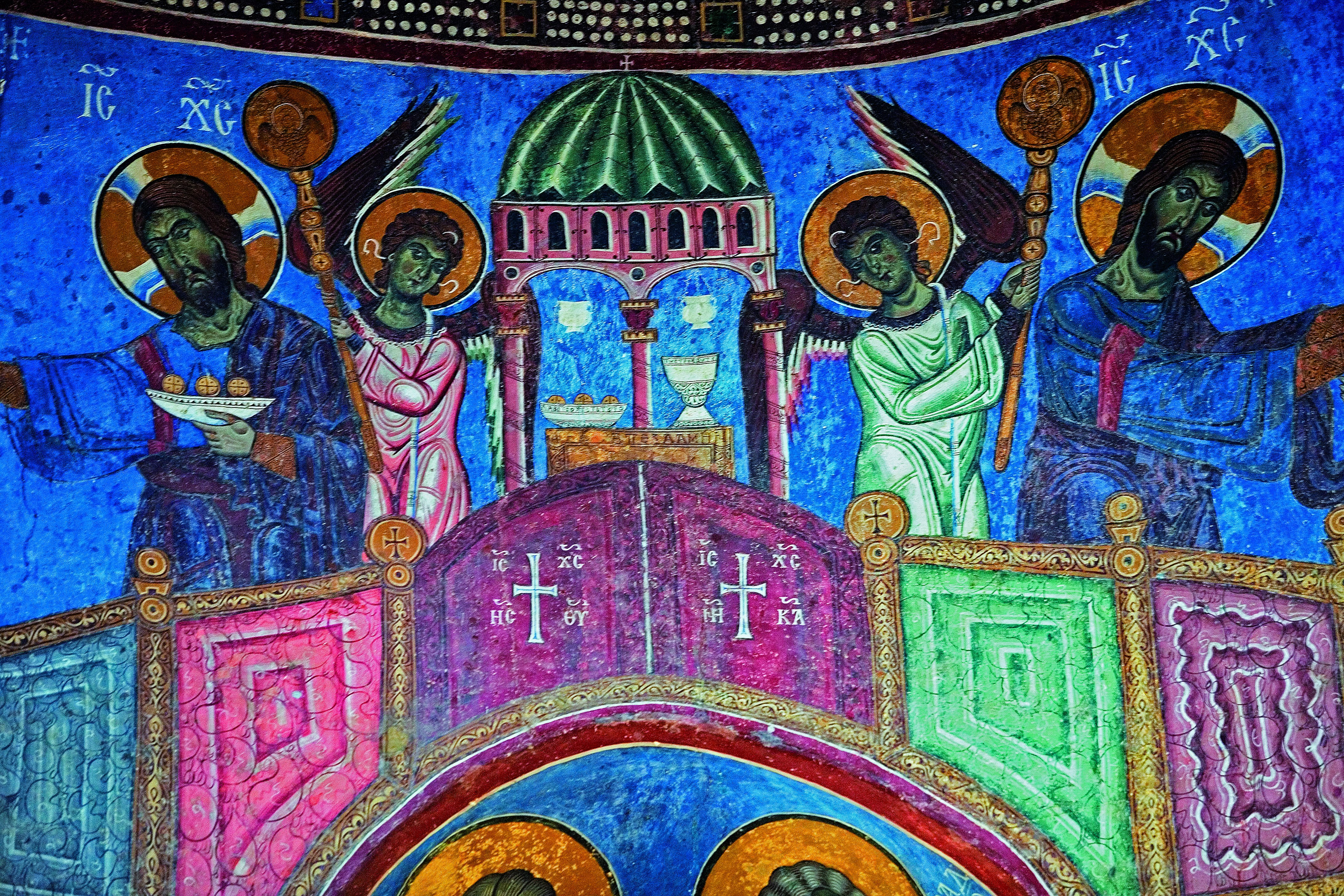
فرسکو در صومعه
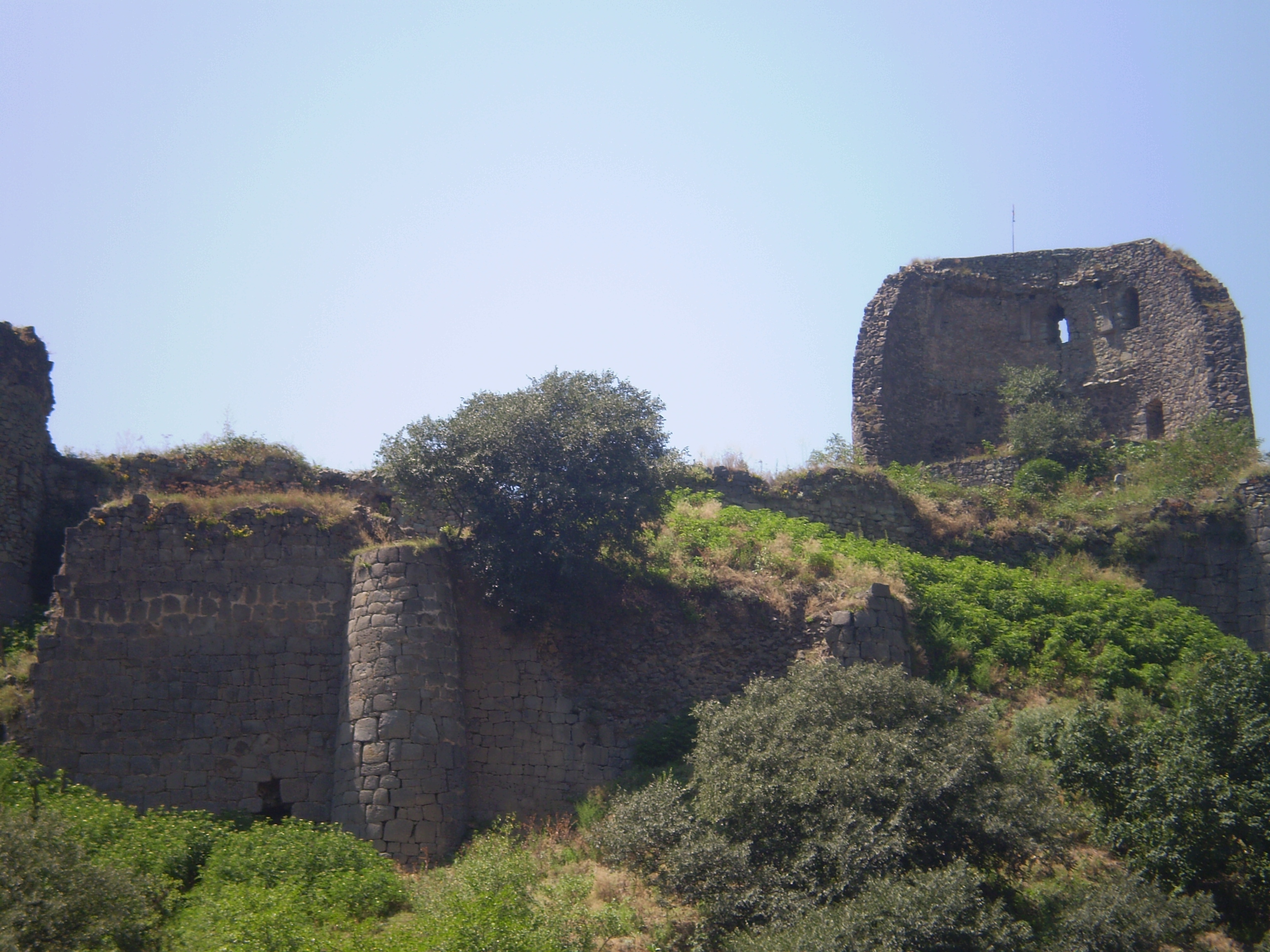
بخشی از دیوار شرقی
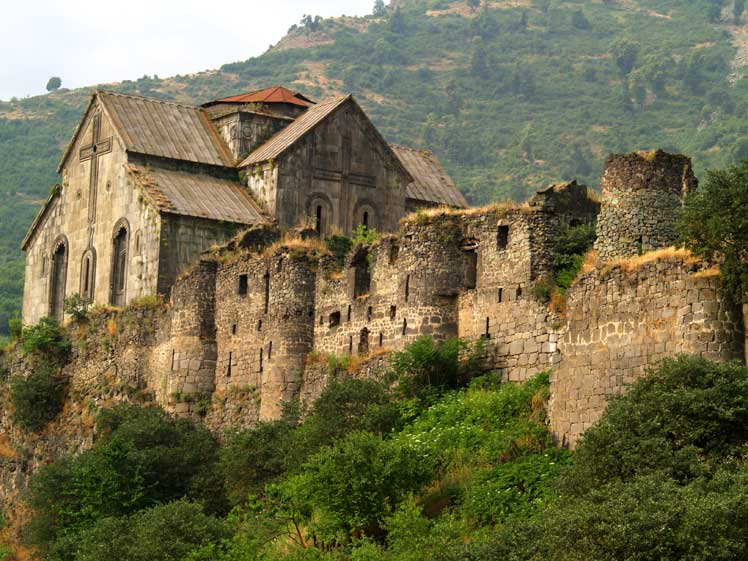
صومعه آختالا و دیوارهای مستحکم